# 窄尾矮獅子魚
窄尾矮獅子魚（学名：Lipariscus nanus）為輻鰭魚綱鮋形目杜父魚亞目獅子魚科的其中一種，分布於北太平洋區，從鄂霍次克海至美國加州蒙特利灣海域，棲息深度可達910公尺，體長可達6.3公分，為底棲性魚類，屬肉食性，生活習性不明。
其种加词“nanus”意为“矮小的”。